# Vera Zima
Vjeročka Zimova (Metković, 21. ožujka 1953. – Zagreb, 7. studenoga 2020.), poznatija kao Vera Zima, bila je hrvatska kazališna, televizijska i filmska glumica. Do 18. godine živjela je u Pločama, otac joj je bio Slovak iz Kulpina u Vojvodini te je govorila slovački jezik.
Dobitnica je Nagrade Vladimir Nazor za životno djelo na području filma 2020. godine. Preminula je u Zagrebu, 7. studenoga 2020. godine u 68. godini života. Posljednji ispraćaj bio je 12. studenoga na zagrebačkom Krematoriju, a prema izričitoj Verinoj želji, urna s njenim posmrtnim ostacima položena je u obiteljsku grobnicu na gradskom groblju Laniština u Pločama, 17. studenoga 2020. godine.

## Filmografija

### Televizijske uloge
- "Vrijeme ratno i poratno" (1975.)
- "Tale" (1978.)
- "Đavolje sjeme" kao Eta (1979.)
- "Nepokoreni grad" (1981.)
- "Tražim srodnu dušu" (1990.)
- "Operacija Barbarossa" kao teta Vera (1990.)
- "Žutokljunac" kao kumica Mima (2005.)
- "Naša mala klinika" kao Greta (2005.)
- "Bibin svijet" kao kontrolorka (2006.)
- "Cimmer fraj" kao Verica (2007.)
- "Luda kuća" kao Brankica Bedeković (2005. – 2009.)
- "Stipe u gostima" kao Ruža Kosmički (2008. – 2011.)
- "Odmori se, zaslužio si" kao Ruža Kosmički (2006. – 2013.)

### Filmske uloge
- "Kuća" (1975.)
- "Mećava" kao Maša (1977.)
- "Novinar" (1979.)
- "Pakleni otok" (1979.)
- "Gradilište" (1979.)
- "Kiklop" (1982.)
- "Hoću živjeti" (1982.)
- "Nemir" (1982.)
- "Ljubavna pisma s predumišljajem" kao prijateljica (1985.)
- "Terevenka" (1987.)
- "Tečaj plivanja" (1988.)
- "Doktorova noć" (1990.)
- "Školjka šumi" (1990.)
- "Ljeto za sjećanje" (1990.)
- "Vukovar se vraća kući" (1994.)
- "Treća žena" kao doktorica Vinkić (1997.)
- "Božić u Beču" kao konobarica (1997.)
- "Bogorodica" kao Vinka Šokčević (1999.)
- "Četverored" kao nadstojnica časne službe (1999.)
- "Blagajnica hoće ići na more" kao Štefica (2000.)
- "Srce nije u modi" kao Ruža (2000.)
- "Crna kronika ili dan žena" kao prodavačica #2 (2000.)
- "Ante se vraća kući" kao gospođa #2 (2001.)
- "Prezimiti u Riju" kao Danica (2002.)
- "Ne dao Bog većeg zla" kao vlasnica streljane (2002.)
- "Duga mračna noć" kao Kata (2004.)
- "Oprosti za kung fu" kao Kate (2004.)
- "Moram spavat', anđele" kao baka (2007.)
- "Metastaze" kao teta Zora (2009.)
- "Čovjek ispod stola" kao Lucija (2009.)
- "Korak po korak" kao Mara (2011.)

## Vanjske poveznice
- Story.hr – U 68. godini preminula Vera Zima: "Bila je divna osoba i glumica"
- 24sata.hr – Tonia Malić: "Preminula je Vera Zima"
- Vera Zima u internetskoj bazi filmova IMDb-u (engl.)